# 贝内克西达
贝内克西达，是西班牙巴伦西亚自治区巴伦西亚省的一个市镇。总面积3平方公里，总人口597人（2001年），人口密度199人/平方公里。